# Hemileuca boisduvali
Hemileuca boisduvali är en fjärilsart som beskrevs av Charles Oberthür 1914. Hemileuca boisduvali ingår i släktet Hemileuca och familjen påfågelsspinnare. Inga underarter finns listade i Catalogue of Life.